# Albert Frieben
Ernst August Franz Albert Frieben (* 1875; † im 20. Jahrhundert) war ein deutscher Arzt. 

## Werdegang und Werk
Über Albert Friebens Werdegang ist wenig bekannt. Sein Abitur machte er in Hamm. Das Medizinstudium schloss Frieben 1898 mit seiner Dissertation über das Thema Über kongenitalen Defect der fibula an der Universität Greifswald ab.
Frieben erkannte 1902 als erster die krebserzeugende Wirkung von Röntgenstrahlung. Es handelte sich dabei um ein verhornendes Plattenepithelkarzinom (veraltete, damalige Bezeichnung: ‚Cancroid‘, bzw. ‚Kankroid‘) auf dem rechten Handrücken eines 33-jährigen Arbeiters in einem Hamburger Unternehmen, das Röntgenröhren produzierte. Der Arbeiter hatte über vier Jahre täglich seine Hände als Testobjekt benutzt. Frieben erkannte, dass der ständige Kontakt der Hand mit Röntgenstrahlung die Ursache für das Karzinom war.
Frieben arbeitete ab 1903 als Assistenzarzt bei Heinrich Albers-Schönberg, dem ersten deutschen Röntgenfacharzt, am Allgemeinen Krankenhaus St. Georg in Hamburg. Über Friebens weiteren Werdegang ist nur wenig bekannt. Bis 1916 lebte er in Hamburg-Wilhelmsburg.

## Weitere Veröffentlichungen
- A. Frieben: Hodenveränderungen bei Tieren nach Röntgenbestrahlungen. In: Deutsche medicinische Wochenschrift. Nummer 52, 1902, S. 274.
- A. Frieben: Zur normalen Anatomie und Histologie des Wurmforsatzes. In: Jahrbuch der Hamburgischen Staatskrankenanstalten. Band 7, Jahrgang 1899/1900, S. 101